# إيليسبري (دائرة انتخابية في المملكة المتحدة)
ايليسبري  (بالإنجليزية: Aylesbury)‏ هي إحدى الدوائر الانتخابية في المملكة المتحدة الممثلة في مجلس العموم في برلمان المملكة المتحدة.
عضو البرلمان الذي يمثلها حالياً هو :Mr David Lidington (Con).